# Farneto
Farneto è una frazione del comune di Perugia (PG).
È celebre per il convento francescano, collocato in media collina a breve distanza dalla via Eugubina. Il nome del luogo deriva dalla presenza di un bosco di farnie, che anticamente ricopriva l'intera collina. In questo convento, san Francesco dimorò più volte e, secondo quanto racconta la leggenda, egli piantò ivi un bastone che venne innaffiato e divenne un cipresso (vivo sino al 1878). Ora, di questa pianta, rimane solo il tronco asciutto ed eretto a mo' di monumento, nei pressi della chiesa dell'edificio. Attualmente, del convento del XII secolo rimane solo un'ala. I residenti sono 52.

## Monumenti e luoghi d'interesse
- Convento francescano di Farneto (XIII secolo).